# Valéria Oliveira
Valéria Silva de Oliveira (Natal, 17 de abril de 1969) é uma cantora e compositora brasileira. Com 9 discos gravados, possui repertório composto marcado pelo samba, baião, xote, músicas de composição própria e clássicos da MPB.

## Biografia
Valéria viveu sua infância no bairro das Rocas, região portuária da cidade de Natal e reduto do samba potiguar. Nessa fase da vida, teve contato, por intermédio da sua mãe, com obras de Clara Nunes, Agepê, Alcione, Cartola, entre outros grandes do samba. Na adolescência, se encantou com os principais representantes da MPB e com os ícones da Bossa Nova. Formada em Engenharia Civil pela UFRN, abriu mão da carreira de engenheira para se dedicar exclusivamente à música, e desde o seu primeiro show, em 1991, tem sido presença constante em projetos culturais da cidade do Natal, e recebeu o Prêmio Hangar de Música e o Troféu Cultura em várias edições.

## Carreira
Valéria Oliveira possui nove discos de carreira, quatro deles produzidos e distribuídos no Japão, com participações de artistas como Edu Lobo e Filó Machado. Em 2013, lançou um projeto especial, o CD “Em Águas Claras” - distribuição Tratore -, em homenagem a Clara Nunes, com produção de Rildo Hora e participação da Velha Guarda da Portela. Esse trabalho foi um divisor de águas na carreira de Valéria Oliveira que, a partir de então, passou a gravar um repertório majoritariamente de samba, como no CD “Mirá”, que conta com participação de Moacyr Luz e distribuição da Biscoito Fino. 
Ao longo de sua trajetória, Valéria realizou shows memoráveis em Natal com participações de Leila Pinheiro, Daúde, Joyce Moreno e da Velha Guarda da Portela (Teatro Riachuelo) e temporadas de lançamento dos seus discos por diversas cidades do Brasil, bem como em outros países. Nas apresentações do Rio de Janeiro e de São Paulo, contou com participações de Ademilde Fonseca, Pedro Amorim, Dona Ivone Lara, Rildo Hora (Teatro Rival, Lapinha, Miranda) e Ná Ozzetti (Auditório Ibirapuera). 

No ano de 2000, sua carreira internacional começou a deslanchar com a sua primeira viagem ao Japão, onde obteve reconhecimento do público e 4 discos produzidos pelo produtor e baterista japonês Kazuo Yoshida, com participações de artistas como Edu Lobo e Filó Machado.

Em 2005, a cantora foi convidada para a sua primeira turnê na Suíça, onde divulgou seu então recém-lançado “Imbalança”. Ela se apresentou no Festival de Música de Friburgo (Rencontres de Folklore Internationales) e novamente, diante de uma ótima repercussão nos shows agendados, recebeu o convite para estender a turnê

Em 2007, com o lançamento de “Leve só as pedras”, Valéria revelou o seu lado compositora. O disco foi gravado inteiramente por músicos potiguares e produzido por meio de uma nova parceria com o produtor japonês Kazuo Yoshida, que veio a Natal especialmente para desenvolver o projeto.

Entre março e abril de 2012, nos Estados Unidos, Valéria se apresentou em New Orleans, em salas e clubes de Jazz como o Preservation Hall e o Snug Harbor. Neste último, em show conjunto com a cantora Tricia Boutté e The Bootleg Operation. Aindanos EUA, a cantora também participou do Festival SXSW (Austin). Já na Europa, participou de diversas turnês, incluindo uma apresentação no Brazil Boat - Festival de Montreux.

Atualmente, Valéria se prepara para a gravação de seu 10º álbum, “Sacrário”.

## Outros projetos
Com um olhar voltado para a valorização da música e do artista potiguar, Valéria criou os projetos “Sem perder o passo”, Música NO AR e MPBJazz. Atualmente, participa ativamente do movimento do samba potiguar, realiza o projeto “Cores do Nosso Samba”, desde 2014 coordena o projeto “Nosso Som nas Escolas”.

## Ligações Externas
- Página oficial